# Haggart Lake, Cochrane District
Haggart Lake är en sjö i Kanada.   Den ligger i Cochrane District och provinsen Ontario, i den sydöstra delen av landet, 600 km nordväst om huvudstaden Ottawa. Haggart Lake ligger 237 meter över havet. Arean är 0,82 kvadratkilometer. Den sträcker sig 2,0 kilometer i nord-sydlig riktning, och 2,5 kilometer i öst-västlig riktning.
I omgivningarna runt Haggart Lake växer i huvudsak blandskog. Trakten runt Haggart Lake är nära nog obefolkad, med mindre än två invånare per kvadratkilometer.